# Walter D'Souza
Walter Luis D'Sousa  (16. prosinca 1920. – 23. kolovoza 1989.) je bivši indijski hokejaš na travi. Podrijetlom je iz grada Goe.
Osvojio je zlatno odličje na hokejaškom turniru na Olimpijskim igrama 1948. u Londonu igrajući za Indiju. 

## Vanjske poveznice
- Profil na Database Olympics
- Profili poznatih Goanaca iz prošlosti i sadašnjosti
- Biography of Walter D'Souza[neaktivna poveznica]